# Ranuccio Farnese
Ranuccio Farnese (ur. 11 sierpnia 1530 w Valentano, zm. 29 października 1565 w Parmie) – włoski kardynał.

## Życiorys
Był trzecim synem Piera Luigiego Farnese i Girolamy Orsini, wnukiem papieża, Pawła III. Jego braćmi byli Ottavio, Orazio i kardynał Alessandro Farnese. Studiował grekę i łacinę na Uniwersytecie w Padwie i Uniwersytecie w Bolonii. W młodości wstąpił do zakonu szpitalników.
W latach 1544–1549 pełnił rolę administratora diecezji Neapolu; w latach 1549–1564 był administratorem archidiecezji Rawenny, a od 1564 do 1565 administratorem diecezji Bolonii. 16 grudnia 1545 r. został kreowany kardynałem. 5 maja 1546 roku otrzymał diakonię Santa Lucia in Silice, a 8 października 1546 roku diakonię Sant Angelo in Pescheria. Tego samego dnia został mianowany łacińskim patriarchą Konstantynopola; z funkcji tej zrezygnował 19 marca 1550 roku zastrzegając sobie jednak prawo powrotu, z którego skorzystał po śmierci patriarchy Fabio Colonny w 1554. Od 1547 r. był wielkim penitencjariuszem oraz archiprezbiterem bazyliki laterańskiej. Kiedy wybuchł konflikt pomiędzy jego bratem Ottaviem i dziadkiem Pawłem III, o władzę w Parmie i Piacenzy, Ranuccio nie zajął konkretnego stanowiska. Jednak po śmierci papieża i wobec poparcia, króla Francji Henryka II Walezjusza doszło do sporu pomiędzy braćmi. Kardynał Alessandro Farnese stanął po stronie Ottavia (zięcia cesarza), natomiast, przychylny Francji, Ranuccio, poparł Orazio Farnese. Obawiał się bowiem, że Ottavio, za namową Alessandra, odbierze księstwo Castro od Orazio. Kiedy doszło do otwartej wojny, pomiędzy Ottaviem a nowo wybranym papieżem, Juliuszem III, Ranuccio musiał opuścić Rzym. Pomimo groźby surowych kar, Ranuccio pozostał na wygnaniu i po kilku miesiącach uzyskał pozwolenie papieża na pobyt u krewnych w Urbino. Dopiero w listopadzie 1553 roku Juliusz III zrehabilitował go i nakazał zwrot zasekwestrowanych dóbr. 7 lutego 1565 r. został mianowany biskupem Sabiny.
Brał udział w kilku kolejnych konklawe: w 1549–1550, pierwszym w 1555, drugim w 1555 i w 1559. Zmarł na febrę w Parmie.